# Heleococcum aurantiacum
Heleococcum aurantiacum är en svampart som beskrevs av C.A. Jørg. 1922. Heleococcum aurantiacum ingår i släktet Heleococcum och familjen Bionectriaceae.   Inga underarter finns listade i Catalogue of Life.